# 环丙氨嗪
环丙氨嗪（英語：Cyromazine），又称灭蝇胺，是一种三嗪类昆虫生长调节剂，作为杀虫剂与杀螨剂使用。它是三聚氰胺的环丙基衍生物，通过影响某些昆虫幼虫的神经系统来达到杀虫效果。